# Cardamine pachystigma
Cardamine pachystigma är en korsblommig växtart som först beskrevs av Sereno Watson, och fick sitt nu gällande namn av Reed Clark Rollins. Cardamine pachystigma ingår i släktet bräsmor, och familjen korsblommiga växter. Inga underarter finns listade i Catalogue of Life.

## Bildgalleri

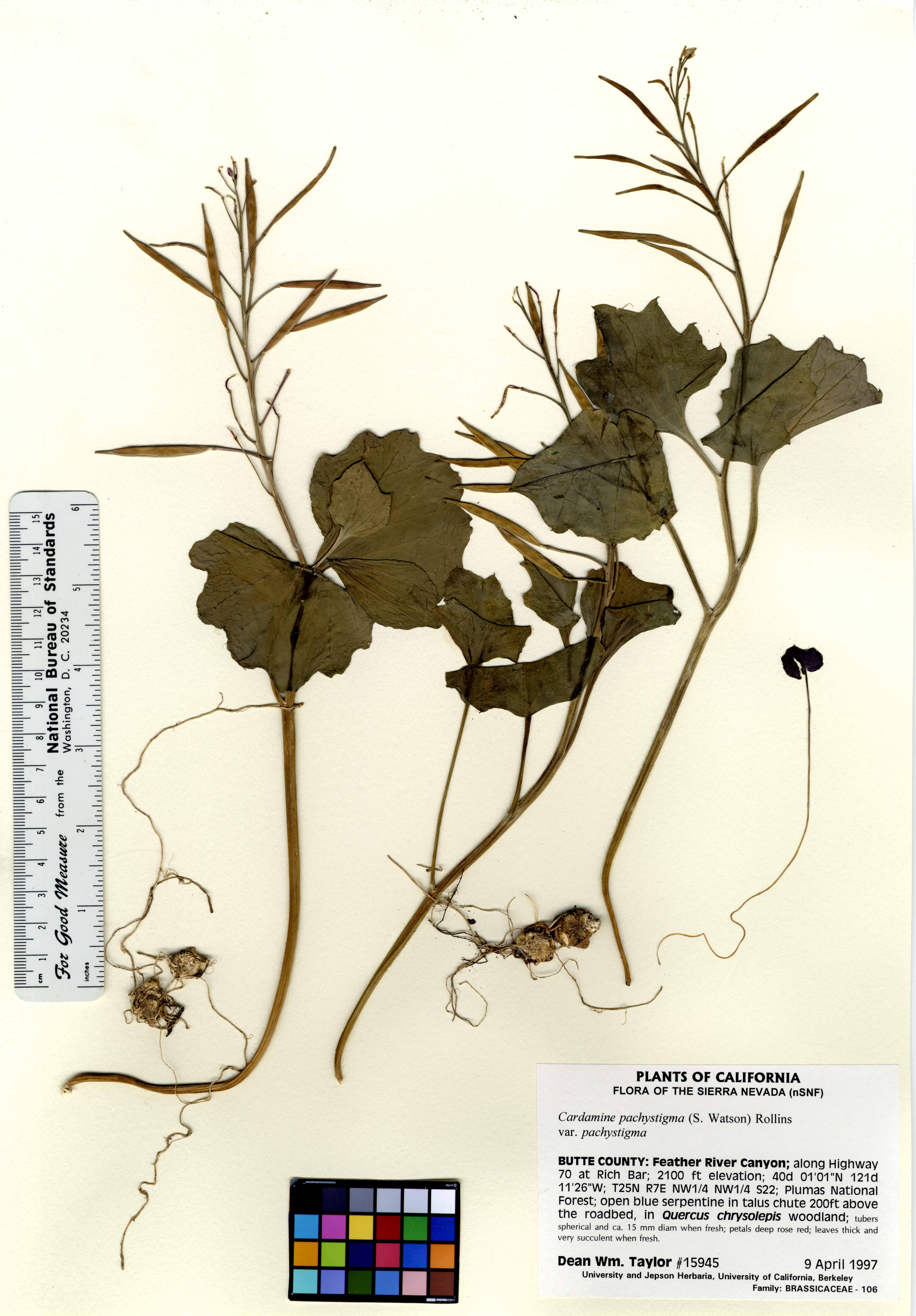
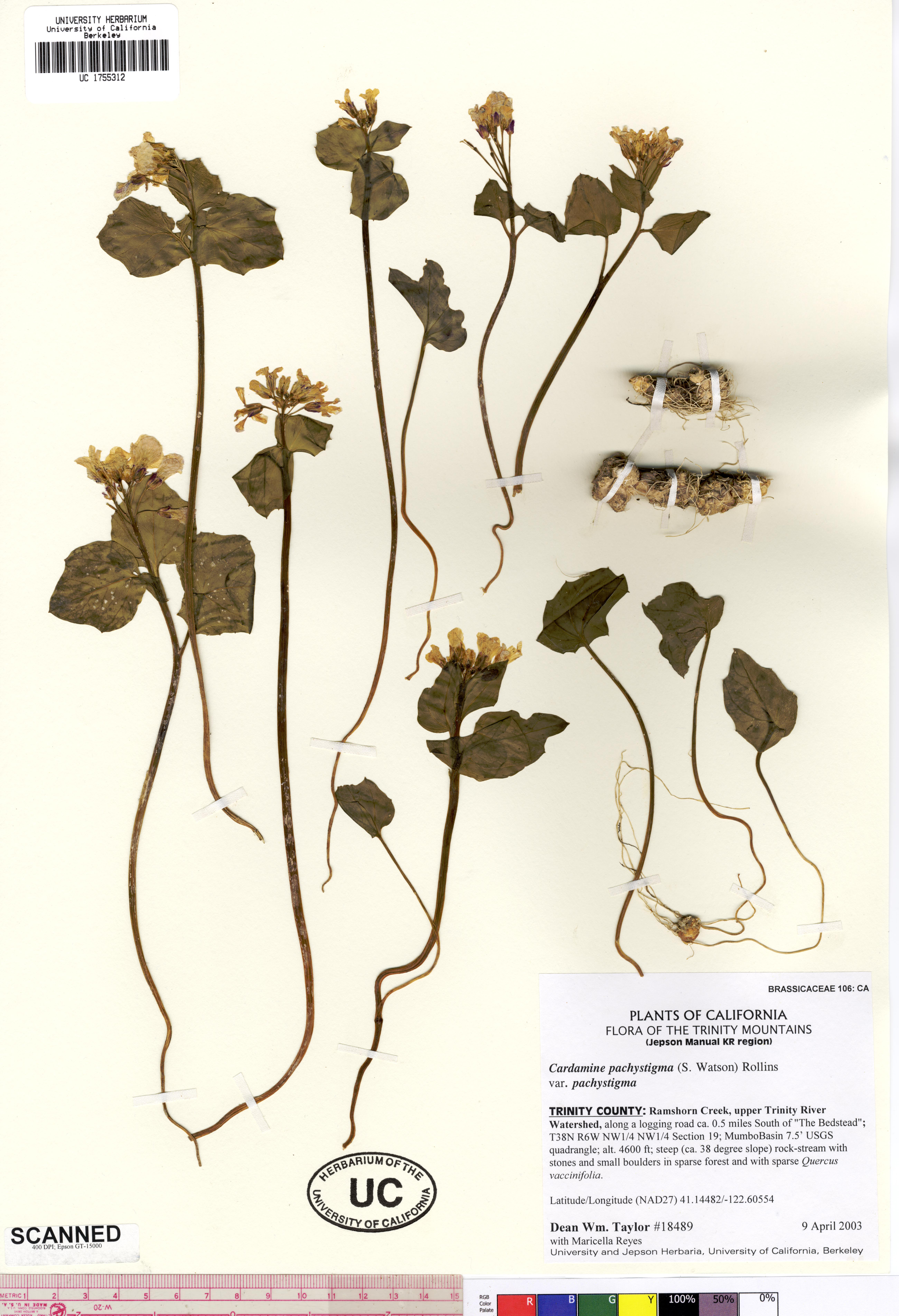